# Кори, Герти Тереза
Ге́рти Тере́за Ко́ри, урождённая Ра́дниц (англ. Gerty Theresa Cori, Ге́рти Тере́за Ра́дниц-Ко́ри, 15 августа 1896, Нове-Место, Прага, Австро-Венгрия (ныне Чехия) — 26 октября 1957) — американский биохимик. Член Национальной академии наук США (1948).
Наиболее значительным вкладом Герти и Карла Кори было создание цикла углеводов известного как цикл Кори, выделение глюкозо-1-фосфата и открытие фосфорилазы и фосфоглюкомутазы. Эти открытия установили ферментативный путь гликогенолиза и гликолиза. Совместно с мужем Карлом Кори стала лауреатом Нобелевской премии по физиологии и медицине 1947 года «за открытие каталитического превращения гликогена».
В метаболизме гликогена, Герти Кори была первопроходцем в открытии деветвящего фермента амило-1,6-глюкоксидазы и его применении для установления структуры гликогена путём последовательного ферментативного расщепления. Эта новаторская работа привела к разъяснению ферментативных дефектов в болезнях связанных с запасанием гликогена. Её исследования, таким образом, расширяли фундаментальные научные открытия в клинической арене, в частности в сфере педиатрии, её оригинальной области клинических интересов и специализации.

## Молодые годы
Герти Тереза Радниц родилась 8 августа 1896 года в Праге, в то время часть Австро-Венгерской империи, в еврейской семье. Отто Радниц, её отец, был генеральным директором сахарного завода в Богемии. Брат её мамы был профессором педиатрии в университете Праги. Герти обучалась дома до достижения десяти лет, когда она пошла в подготовительную школу для девочек, которую окончила в 1912 году. В 1914 после сдачи её последнего экзамена в гимназии (Tetschen Real Gymnasium), она поступила в качестве студента-медика в университет Карла Фердинанда (Carl Ferdinand University), немецкий университет в Праге. Там она встретила Карла Кори; они получили степени доктора по медицине вместе в 1920 году и сыграли свадьбу в Вене в августе того же года.
Карл описывает её следующим образом: «Она была такой же студенткой, молодой женщиной, которая обладала шармом, жизненной силой, интеллектом, чувство юмора и любовью к открытиям, качества, которые сразу же привлекли меня». Их исследования начались как студенческие и привели к первой совместной публикации в 1920 году.
Времена были сложные. Первая мировая война только что закончилась, и Австрийская империя начала распадаться. Прага стала столицей новой страны Чехословакии. Голод и недоедание были широко распространены и у Герти проявились симптомы ксерофталмии — которые, к счастью, прошли при улучшении питания у неё дома в Праге.
Большую часть 1921 года Кори работали отдельно. Герти работала в педиатрии в Каролинской детской больнице в Вене под руководством профессора Кноепфельмахера. Её исследования были связаны с лечением щитовидной железы для регулирования температуры у больного с врождённой микседемой и затем с исследованиями над кроликами с удалённой щитовидной железой. Несколько клинических научно-исследовательских работ были опубликованы на тему гематологических патологических изменений, включающих гемолитический криз и тромбоцитопению. Между тем Карл, также в Вене, занимался работой в лаборатории по утрам и исследованиями в университете фармакологии по вечерам. «Мой наставник в клинике в Вене», как позднее он писал, «был великолепный, но аморальный врач-терапевт, который был ярым антисемитом». Карл осознавал что из-за того что Герти еврейка, их шансы на получение должности профессора в Европе ничтожно малы, что конечно стало важным фактором, подтолкнувшим их к переезду в Соединённые Штаты Америки.

## Исследовательская работа в США
В 1922 году Кори прибыли в Соединённые Штаты Америки — Герти последовала за Кори спустя шесть месяцев — и заняли позиции в Нью Йоркском Государственном Институте для изучения малигнантных болезней (сейчас Росвелл парк). Первая публикация Герти, в 1923 году, по сравнению экстракта щитовидной железы и тироксина на скорость размножения парамеции, продолжает её ранний интерес к действию гормонов щитовидной железы. В Буффало совместная исследовательская работа Кори быстро сфокусировалась на карбогидратном метаболизме in vivo и его гормональной регуляции. Для того чтобы ответить на вопрос количественно, они разработали надёжные методы анализа глюкозы, гликогена, молочной кислоты, и неорганических и органических фосфатов. Исследования Кори на опухолях в естественных условиях in vivo подтвердили патофизиологическую важность обнаруженного Васбургом in vitro повышенного аэробного гликолиза в опухолях, то есть образования молочной кислоты. Этот ранний интерес к молочной кислоте имел ещё большее значение в дальнейшей работе с эпинефрином.
В 1923 и 1924 Герти сама опубликовала серию из четырёх статей о влиянии рентгеновских лучей на кожу и на метаболизм органов тела. Она интересовалась возможностью дифференцирования чувствительности к рентгеновским лучам окрашенной по сравнению с чистой кожей. Никто не может точно сказать, могло ли это раннее облучение привести позже к смертельному заболеванию костного мозга.

## Изучение метаболизма гликогена
В Буффало модель развития исключительных аналитических методологий с большим вниманием к экспериментальным деталям, в сочетании с количественным обрамлением вопроса, стала отличительной чертой исследований Кори. В серии трёх элегантных публикаций, они представили количественные in vivo исследования баланса включающего краткосрочные (3 часа) улавливание эпинефрина (адреналина) которые показывали небольшое увеличение (+37 мг) в печении гликогена в условиях большого снижения общего (в основном мышцы) гликогена (-57 мг). (Из исследований на животных с удалённой печенью, гликоген мышц, как уже было известно, сам по себе не вносит непосредственный вклад в содержание глюкозы в крови.) Так как введение адреналина приводит к увеличению молочной кислоты в крови, повышение гликогена в печени, скорее всего, происходит из молочной кислоты, продукта распада мышечного гликогена перенесённого из мышц в кровь. Кори показали, что от 40 до 95 процентов Д-лактата (изомер образующийся в мышцах), съеден ли он или введён, был запасён как гликоген печени. L-лактат, противоестественный изомер, был запасён, но не только в виде гликогена печени. Тщательный контроль экспериментов исключал вазоконстрикцию и гипоксию, как причины увеличения молочной кислоты производимое введением адреналина. Артериовенозная разница измерений демонстрирует, что увеличение молочной кислоты в крови возникает от телесных (главным образом мышечных) источников. Кори назвали это особенное достижение «циклом углеводов», позже удачно назвали «циклом Кори».
Кори сосредоточили внимание на деталях в развитии основ аналитической методологии, что оказалось ещё более важным в анализе фосфатов гексозы, следующего интермедиата, который они тщательно исследовали. Ранее он показали, что только 40 процентов гликогена, который выводится из организма с введение адреналина, может быть объяснено как молочная кислота. Это дало толчок к созданию процедуры для анализа монофосфата глюкозы, тщательного метода основанного на измерении, как снижения мощности, так и содержания органических фосфатов высаждением водорастворимыми солями бария с этанолом. Кори осуществляли обе методики определения для более точной характеристики продукта.
В первых двух известных статьях — в которых Герти Кори перечисляется как первый автор, предполагая что именно она в первую очередь отвечает за разработку количественных аналитических методов — Кори описали их методики. Во второй они показали, что содержание монофосфата гексозы возрастает с введением адреналина, но не с введением инсулина или глюкозы. Таким образом, началась работа по биохимическим основам для образования монофосфата гексозы при гликогенолизе и открытию глокозо-1-фосфата.
В 1931 году Герти и Карл переехал в Сент-Луис. Их работа сосредоточилась на действии адреналина, вызывающего гликогенолиз в мышцах. Они всё больше упрощали их экспериментальные системы, работая сперва с животными, затем с изолированными образцами мышц, затем с рубленым мясом и наконец, с препаратами разрушенных клеток. В Буффало они показали окончательно, что введение адреналина увеличивает содержание монофосфата гексозы в мышцах в пятнадцать раз за шестидесяти минут, с снижением основной концентрации в течение четырёх часов. Кроме того, они продемонстрировали снижение неорганических фосфатов при этих условиях и оценили, что накопление монофосфата гексозы было достаточно для учёта недостающего гликогена не учтённого как лактат.
С 1933 по 1936 год он выпустили ряд статей по образованию монофосфата гексозы в мышцах лягушек и крыс, особенно с введение адреналина и электрической стимуляцией, главным образом происходящего анаэробно.
Осторожные измеряя содержание молочной кислоты, неорганического фосфата, креатинфосфата и АТФ, они пришли к выводу, что увеличение монофосфата гексозы получается при этерификации гликогена неорганическим фосфатом в результате стехиометрической реакции. Увеличение монофосфата гексозы происходит с эквивалентным уменьшением неорганического фосфата, без изменения содержания креатинфосфата или АТФ. Из трёх экзотермических химических реакций, происходящих в анаэробных мышцах (образование молочной кислоты, расщепление креатинфосфата, расщепление АТФ), только первая запускается при введении адреналина.
Кори фокусировались все меньше и меньше на лактате и больше на монофосфате гексозы. Они так же получили важные данные во время изучения обратной реакции, то есть восстановления в аэробных условиях, происходящее после удаления адреналина (или прекращения электрической стимуляции). Было показано, что монофосфат гексозы расходуется в три раза быстрей в аэробных условиях, чем в анаэробных. Увеличение содержания неорганического фосфата сопровождалось увеличением содержания монофосфата гексозы, но не увеличением содержания гликогена и молочной кислоты. В аэробных условиях гликоген был основным продуктом, но в анаэробных преобладала молочная кислота.
Эксперимент Кори на мышцах лягушки, отравленных иодоацетатом, оказался ключом, поскольку он показал, что потеря монофосфата гексозы была одинакова в отравленных и в неотравленных мышцах. Повторный анаэробный синтез гликогена из монофосфата гексозы, таким образом, произошёл сразу, без предварительного превращения в молочную кислоту.

## Работа по выделению глюкозо-1-фосфата и дальнейшие исследования
Глюкозо-1-фосфат был впервые изолирован из промытой, измельчённой мышцы лягушки, инкубированной с неорганическим фосфатным буфером, в присутствии адениловой кислоты (1936). В полном издании данной работы (1937) указали, что мышцы кролика проэкстрагировали водой, экстракт очистили от воды с помощью диализа и хранили в замороженном виде в толуоле. Фосфатный буфер, гликоген и адениловая кислоты были добавлены к экстракту. Реакционная смесь была инкубирована в течение тридцати минут при температуре 25 °C, очищена от белка, и доведена гидроксидом бария Ba(OH)2 до щелочного pH. Далее последовала процедура, разработанная для анализа фосфата гексозы, а именно осаждение спиртом. Снижение мощности до кислотного гидролиза давало гексозо-6-фосфат. Снижением мощности после кислотного гидролиза давало новый гексозо-1-фосфат. Исследователи получили около 500 миллиграмм глюкозо-1-фосфата бария из 750 миллиграмм гликогена.
В данной статье, химический синтез глюкозо-1-фосфата главным образом воспроизведён за счёт работы Сидни Коловик. Химические свойства, кроме того, в том числе и константы диссоциации, были тщательно определены как для природных, так и для синтетических соединений и показано, что они идентичны. Очень мало можно добавить сегодня к химическим свойствам описанным исследователями лаборатории Кори, и статья представляет собой ещё одну веху в энзиматических исследованиях. Она также включает краткие ссылки на энзимологические исследования, которые будут играть столь большую роль в дальнейших работах Кори, таких как гидролиз глюкозо-1-фосфата фосфатазой кишечника и, в примечание, ферментативное превращении глюкозо-1-фосфата в 6-фосфат в присутствии ионов Mg2+.
Годы 1938 и 1939 были плодотворные, так как, после выделения ими глюкозо-1-фосфата, Кори сместили акцент своей работы в сторону энзимологии. Из десяти работ, опубликованных за этот период, Герти Кори была первым автором на семи, Карл на двух, и Сидни Коловик на одной.
В одной статье, написанной с Сидни Коловик, они изучали «миграцию» фосфатной группы глюкозо-1-фосфата в шестую позицию. Опять, экстракты из мышц кролика были приготовлены, тщательно очищены от белка, и подвержены электродиализу для удаления ионов Mg2+, необходимых для реакции. Из числа изученных металлов, марганец Mn2+ оказался даже более эффективным, чем магний Mg2+. Маннозо-1-фосфат и галактозо-1-фосфат, синтезированные Сидни Коловик, как было показало, не превращаются в соответствующие 6-фосфаты под действием фермента, который сейчас называют фосфоглюкомутаза. Это происходит в соответствии с терминологией фосфоглицеромутазы, использованной ранее в работах Мейергофа и Кисслинга. Экстракты мышц кролика не содержали никакой обнаружимой фосфатазной активности, но превращение глюкозо-1-фосфата во фруктозо-1-фосфат было установлено, и фермент назвали «фосфогексоизомераза».
Основной ошибкой была неспособность исследователей признать работу фосфогексоизомеразы как обычную равновесную реакцию. Это было без сомнения связано с наличием изомеразы, которая искажала мутазную активность. Как отмечалось в дополнение, никакого эффекта инсулина (Zn-независимый) не было обнаружено ни на мутазную реакцию, ни на реакцию образования глюкозо-1-фосфата из гликогена. Это был ответ на ранний доклад Леманна, описывающий ингибиторный эффект Zn инсулина на мутазную реакцию.

## Изучение работы основных ферментов в синтезе гликогена
Следующая статья описывает свойства фермента катализировать образование глюкозо-1-фосфата. Эта каталитическая активность была названа фосфорилазная.
Совместно с Герхардом Шмидтом, Герти и Карл начали изучать физиологическое значение их открытия глюкого-1-фосфата. Они обратили своё внимание на печень — орган, ответственный за образование глюкозы в крови. Предполагалось, что глюкоза в крови образуется в печени под действием фермента диастазы (амилазы). Альтернативный путь через действие фосфорилазы и глюко-6-фосфатазы уже были предложены Герти и Карлом.
Совместно с Герхардом Шмидтом, теперь они показали наличие в печени фосфорилазы и фосфатазы в условиях очень слабой активности амилазы. Фосфорилаза и фосфатаза были отделены друг от друга адсорбцией на алюминии. Фракционированием сульфатом аммония фосфорилаза была получена отдельно от мутазы и фосфатазы. Этот препарат фермента катализировал образование полисахарида в пробирке, из глюкозо-1-фосфата, который окрашивался в коричневый цвет при действии йода и был неотличим от гликогена. Адениловая кислота была необходима для фосфорилазной реакции для продолжения прямой, а не обратной реакции. Исследователи так же демонстрировали синтез гликогена в пробирке из экстракта мышц. В данном случае синтезированные полисахариды окрашивались в синий цвет с йодом, таким образом, больше напоминая крахмал. Вновь они подготовили статью, ставшую их визитной карточкой.
В коротком, но очень важном замечании, Герти и Карл сообщили об активирующем эффекте самого гликогена на синтез гликогена из глюкозо-1-фосфата. Точная корреляция экспериментальных данных выявила важное отличие между тем, когда синтез гликогена проводился из препаратов других тканей. Для препаратов из других тканей, всегда обнаруживался период отставания переменной длины в синтезе гликогена. В сравнение, с препаратами печени, никакой период отставания не наблюдался. (Никакого отставания не наблюдалось с любым препаратом фермента, когда реакция шла в сторону распада гликогена). Так как препараты фосфорилазы печени всегда содержали, в то время как в других препаратах ферментов было обнаружено небольшое количество гликогена или его полное отсутствие, исследователи решили изучать влияние добавления гликогена во время периода запаздывания. Добавление гликогена ликвидировало период отставания, и, Герти и Карл обосновали, «можно заключить, что этот фермент, который синтезирует высокомолекулярные соединения — гликоген, требуется присутствие незначительного количества этого соединения для того, чтобы начать деятельность». Так началась концепция синтеза гликогена на исходной основе. Вновь, итоговая публикация Герти и Карла была элегантным описанием кинетики фермента. Константы Михаэлиса были определены для глюкозо-1-фосфата, для адениловой кислоты, а также для гликогена с препаратами ферментов, как из мозга, так и из мышц. Реакционное равновесие измерялось как функция pH, и порядок реакции был определён. Кроме того, было показано, что глюкоза ингибирует реакцию конкурентно с глюкозо-1-фосфатом.
Препараты фосфорилазы из мозга, сердца или печени синтезируют гликоген, который окрашивается в коричневый цвет с йодом; в то время как, препараты фосфорилазы из мышц синтезируют гликоген, который окрашивается в синий с йодом. Это чрезвычайно интересное наблюдение привело к моей последующей работе по ветвящимся ферментам. В статье, опубликованной с Ричардом Биром, они сравнили дифракцию рентгеновских лучей образцов двух типов ферментативно синтезированного гликогена с препаратом из растительного крахмала, и обнаружили, что образцы синих йодо-окрашиваемых полисахаридов, синтезированных фосфорилазой мышц, были очень похожи на крахмал растений. Коричневое окрашивание с йодом показало только диффузную структуру, характеристику аморфных материалов. С Зев Хасид они показали, что окрашиваемые йодом в синий цвет полисахариды, синтезированные ферментом мышц, были похожи на неразветвлённые фрагменты крахмала под названием «амилоза». Исследования пищеварения с B амилазой, совместно с химическим метелированием и исследования гидролиза, определили синтетический полисахарид, как 1,4-связанный полимер глюкозы со средней длинной цепи около 200.
Совместно с Эрлом Сазерлендом, Сидни Коловик и Карлом, Герти создала последовательность реакций получения гликогена из глюкозо-6-фосфата, отделяя фосфорилазы от мутаз и изомераз. В дальнейшем исследователи обратили внимание на ранее незамеченное мутазное равновесие и численно охарактеризовали его. Осаждением неорганического фосфата, выпущенного фосфорилазой, в качестве Ba3(PO4)2, они «вытащили» набор реакций — мутазы и фосфорилазы — направленных на синтез гликогена против неблагоприятного мутазного равновесия.

## Работы по кристаллизации фосфорилаз
Экспериментальное чутье Герти в дальнейшем стало очевидным в работах, написанных совместно с Ардой Грин и Карло, описывающих кристаллизацию мышечной фосфорилазы. Стадии были установлены до фракционирования фермента, отделённого от мутазы и изомеразы. Затем в 1943 году, появился определённый набор из четырёх статей по кристаллизации мышечной фосфорилазы. В первой, Арда Грин и Герти Кори описали подготовку и физические свойства фосфорилазы, в том числе и молекулярную массу. Во второй, Герти и Арда Грин приписали простетические группы двум формами фермента, a и b, которые как было показано превращаются друг в друга третьим ферментом называемы «PR» для обозначение prosthetic group removing (удаление простетических групп). Удаление простетических групп, однако, считалось, осуществляется адениловой кислотой, и позднее было показано, что это неправильно. Третья статья — Карла, Герти и Арды — описывала кинетику реакции, в то время как четвёртая статья, Герти и Карла, была связана с образованием гликогена. В ней для нового фермента было описано, что разрешается преобразование синего окрашивания полисахарида йодом в коричневое окрашивание гликогена. Новый фермент, считалось, должен быть новой фосфорилазой, которая синтезирует 1,6-связь или фермент, связанный с амилазой.
Это статьи, по которым я развил научную хватку, и — за исключением работ по «PR» ферменту — они остаются классикой в своей области. Кристаллизация фосфорилазы a из мышц и признание второй формы b, совестно с их последующими кристаллизациями Карлом и Герти, начали эпоху контроля ковалентного фосфорилирования и влияния алостерических эффектов — так как две формы, как было признано, проявляют различную чувствительность к адениловой кислоте. Корректная химия взаимопревращения между двумя формами a и b впоследствии была выявлена Кребсом и Фишером; Сазерлендом и Райл, и их сотрудниками. Лаборатория Кори продолжила успешно кристаллизовать дополнительные ферменты гликолиза. Герти, совместно с Карлом и Милтоном Слейн, закристаллизовали экстракт d-глицеральдегид-3-фосфатдегидрогеназу и, совсместно с Джоном Тейлором и Ардой Грин, альдолазу. В то время как Карл, Эрл Сазерленд и Тео Постернак интересовались ферментативными механизмами (в частности, изучение мутазной реакции), Герти и я продолжили изучать структуру гликогена. Работы по гормональной регуляции Карла, Вин Прайс и Сидни Коловик, которые вызвали такой фурор, были прекращены. Они были позже возобновлены по различным направлениям Майклом Крол, Джо Борнстеном, Ролло Парком и их сотрудниками, которые изучали действие инсулина, и Сазерлендом, Рейлом и их сотрудниками, изучавшими действие адреналина и глюкагона.

## Воспоминания Джозефа Ларнера[23]

### Открытие деветвящего фермента
Я приехал в Сент-Луис с 1949 году, проведя восемнадцать месяцев в биохимическом отделении факультета химии в университете Иллинойса, получая степень магистра в области химии. По прибытии я был поручен под руководство Герти Кори и сразу же начал программу научных исследований. В это время Герти была особенно заинтересована в изучении распада связи 1,6 или точки ветвления в гликогене. Шломо Хестрин, который курировал меня в Сент-Луисе, обнаружил, что высоко перекристаллизованная фосфорилаза мышц расщепляет гликоген лишь частично (около 40 процентов), в то время как сырая фосфорилаза расщепляет гликоген полностью. Мне была поставлена задача найти то, каким образом сырой фермент обходит или расщепляет точки ветвления. Благодаря работе Аллена Джинса, Мелвина Волфрома и их сотрудников, 1,6-связанный дисахарид, изомальтоза, только стала доступна. У нас был небольшой, довольно ценный образец, который мы использовали в качестве стандарта в бумажном хроматографическом анализе продуктов ферментативного расщепления гликогена из сырого или высоко очищенного препарата фосфорилазы. Когда реакционная смесь была обработана, чтобы удалить фосфаты гексозы, анализ показал наличие только свободной глюкозы, и изомальтоза не была обнаружена. Мы предложил, поэтому, механизм гидролитического расщепления 1,6-связи, с образованием свободной глюкозы в качестве единственного продукта реакции. Деветвящий фермент был назван амило-1,6-глюкоксидаза. Действуя совместно с фосфорилазой, амило-1,6-глюкоксидаза полностью разлагала гликоген до смеси около 90 % гексозо-1-фосфата и 10 % свободной глюкозы. Уильям Уилан впоследствии показал, что этот фермент имеет две активности: первая, перемещать несколько остатков глюкозы на продукт действия фосфорилазы на гликоген, так что отдельные 1,6-связанные глюкозные остатки были выявлены (трансферазная активность); вторая, катализировать гидролиз 1,6-связи, выделяя свободную глюкозу.
Я до сих пор помню волнение Герти, когда я обнаружил свободную глюкозу в качестве единственного продукта реакции. Она побежала по коридору в офис Карла на другом конце факультета выкрикивая «Это свободная глюкоза, это свободная глюкоза!» Я продолжил работать с Герти, используя новый фермент амило-1,6-глюкоксидазу и фосфорилазу в последовательном порядке для того, чтобы проработать расположение точек ветвления в гликогене и в амилопектине, разветвлённой составляющей крахмала. Герти так же продолжила работать с Пэтом Келлер по «PR» взаимно заменяющему ферменту. Они обнаружили, что в процессе превращения фосфорилазы a в b, молекулярная масса уменьшилась вдвое, и Карл сразу же переименовал «PR» фермент в фосфорилазу разрыва.
Я в дальнейшем разрабатывал механизм ветвления фермента, в то время как Герти осуществляла независимые исследования по гексокиназам с Милтоном Слейном и — с Северо Очоя, Милтон Слейн, и Карлом в 1951 — по фосфорилированию фруктозы и метаболизму в печени.

### Последние научные исследования
Безоговорочно её наибольшим интересом в последние годы была природа ферментативных дефектов в болезни накопления гликогена, возвращение, в каком-то смысле, к её подлинным интересам — к педиатрии. Я впервые рассмотрел, а затем предложил Герти возможность того, что болезнь — тогда считавшаяся единственной, называемой болезнь фон Гирке — может быть связана с отсутствием деветвящего фермента, амило-6-глюкоксидазы. Но Герти почувствовала, что отсутствующим ферментов была глюкозо-6-фосфатаза. Позади нас в лаборатории стоял химический кабинет, который содержал, среди прочего, набор образцов гликогена Герти, изолированных из тканей, посланных её многочисленными клиническими исследователями, заинтересованными этой болезнью. Я рассуждал что, если бы я был прав, гликоген сам по себе бы обладал ненормальной структурой, с укороченными внешними цепями, но с нетронутыми точками ветвления. Если Герти была права, структура гликогена была нормальной. Мы сделали ставку на результат — рядовое событие в лаборатории. С её разрешения я поспешил взять одну из проб гликогена из кабинета, растворить небольшую аликвоту в воде и окрасить несколькими каплями йода раствор в пробирке. К изумлению обоих, Герти и меня, проба окрасилась йодом в голубовато-фиолетовый цвет, больше похожий на крахмал, чем на гликоген! Этот образец был направлен Дороти Андерсон, моему бывшему преподавателю педиатрии в Колумбийском Колледже врачей и хирургов. По счастливой случайности, это был единственный образец в коллекции с ненормальным окрашивание йодом.
Я сразу продумал объяснение, утверждая, что точки ветвления были целы, но внешние цепи были вытянуты, поскольку ребёнок в состоянии хорошего питания, так что внешние цепи были построены. Герти очень обрадовалась, признавая, что с аномальной структурой гликогена, болезнь накопления гликогена является молекулярной болезнью. (Единственным примером молекулярных болезней, известных в то время была болезнь Полинга серповидно-клеточного гемоглобина.)
Герти начала изучать эту проблему интенсивно. Вскоре стало ясно, что это была на самом деле болезнь с несколькими ферментативными дефектами. Она была в состоянии зарегистрировать четыре формы, одна связана с отсутствием глюкозо-6-фосфатазы в печени, вторая связана с отсутствием амило-6-глюкоксидазы с обобщённым распространением в органах, третья связана с отсутствием фермента ветвления, ответственного за голубовато-фиолетовое окрашивание гликогена, а четвёртый неизвестной этиологии, приводящий к обобщённой болезни органов. Герти Кори обобщила эти данные в лекции Харви в 1952 году. Обе наши гипотезы были правильными. Её последней опубликованной работой, в 1957 году, было ревью о болезни накопления гликогена.

### Кори Герти — какой она была
Герти была неутомимым научным работником и заядлым читателем. Она была во все времена превосходным экспериментатором и аналитиком с наиболее требовательным высоким стандартом. Хотя я прибыл в Сент-Луис со статьёй уже опубликованной в Journal of Biological Chemistry, она лично научила меня как пользоваться пипеткой, смотрела через плечо как я получил мою первую кривую для анализа глюкозы, объяснила мне, как кристаллизовать мышечную фосфорилазу, и попросила Эрла Сазерленда научить меня кристаллизовать калиевую соль глюкозо-1-фосфата. Она постоянно была в лаборатории, где мы оба работали поодиночке. Мы мыли нашу собственную лабораторную посуду, и она время от времени горько жаловалась на Карла, что он никогда не помогал ей мыть посуду. Когда она уставала, она могла уйти отдохнуть в её небольшой офис, примыкающий к лаборатории, где она могла отдохнуть на маленькой кроватке. Она курила не переставая и бросала сигаретный пепел на покрытые лаком лабораторные скамейки. Я часто думал, если бы это помогло в кристаллизации фермента.
Герти обладала бодростью и любовью к науке и открытиям, которые были заразительны. Она хотела делать захватывающие открытия в первую очередь, а затем делать необходимый контроль позже. Она и Карл обладали инстинктивным «чутьём» к верным путям по которым надо следовать, чтобы решить эту проблему. Ей нужна была только одна захватывающая находка, чтобы окунуться в проблему с неограниченной силой. За эти годы её здоровье ухудшилось, и Карл был лично вовлечён в мониторинг гемоглобина в крови и проведения переливания крови. Тем не менее, болезнь никогда не влияла на работу в лаборатории. Герти была чрезвычайно широко начитана. Mercantile Library была организацией в Сент-Луисе, из которой любой заказывал книги по телефону. Герти обычно брала от пяти до семи книг, которые доставляли в лабораторию или в офис на факультете. К концу недели она могла прочитать их все, приведя к следующей недели в порядок. Это происходило неделю за неделей. Она могла говорить авторитетно на различные темы, от политической теории, социологии, искусства и гуманитарных наук, до продуктовых магазинов. Её интеллектуальная широта никогда не переставала удивлять меня. «Я чувствую себя самым везучим, пройдя обучение у Герти и Карла, будучи студентом и имея возможность насладиться их подходом к решению научных проблем.»

## Степени
- 1914—1920 − Степень магистра, Университет Карла-Фердинанда, Прага, Чехословакия
- 1920—1921 − Клиническая практика в педиатрии, Каролинский детский госпиталь, Вена, Австрия
- 1921—1922 − Факультет патологий, Институт Нью-Йорка, изучение Малигнантных болезней (Росвелл Парк), Буффало, Нью-Йорк
- 1931—1947 − Профессор фармакологии, Отделение медицины Вашингтонского Университет, Сент-Луис, Миссури
- 1947—1957 − Профессор биохимии, Отделение медицины Вашингтонского Университет, Сент-Луис, Миссури

## Награды
- 1946 − Midwest Award Американского химического общества
- 1947 − Squibb Award Ассоциации по изучению внутренней секреции
- 1947 − Совместно с Карлом Кори, Нобелевская премия по физиологии и медицине
- 1948 − Frances P. Garven Medal, Американского химического общества
- 1948 − St. Louis Award
- 1950 − Sugar Prize, Национальной академии наук США
- 1951 − Borden Award, Ассоциации американских медицинских колледжей

## Память
В 1979 г. Международный астрономический союз присвоил имя Герти Терезы Кори кратеру на обратной стороне Луны.